# Urzet barwierski
Urzet barwierski (Isatis tinctoria) – gatunek rośliny z rodziny kapustowatych.

## Rozmieszczenie geograficzne
Pochodzi z obszarów stepowych południowo-wschodniej części Europy, z Kaukazu i Azji Mniejszej. Obecnie występuje w prawie całej Europie, przeważnie jako zdziczały z upraw. Występuje także w Algierii i Maroku. Status gatunku we florze Polski: efemerofit – przejściowo dziczejący z upraw, w stanie dzikim bardzo rzadko spotykany.

## Morfologia

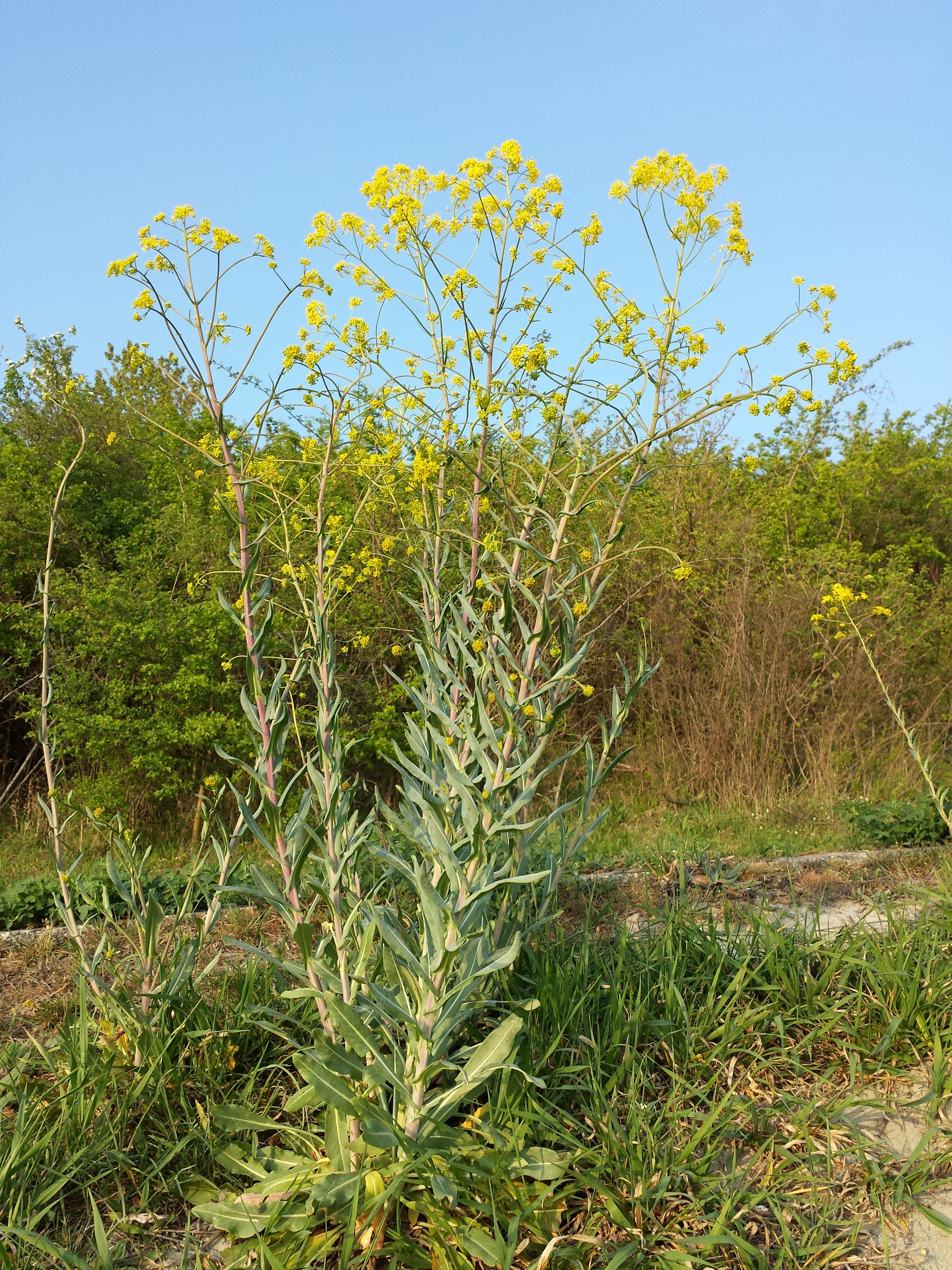
Pokrój

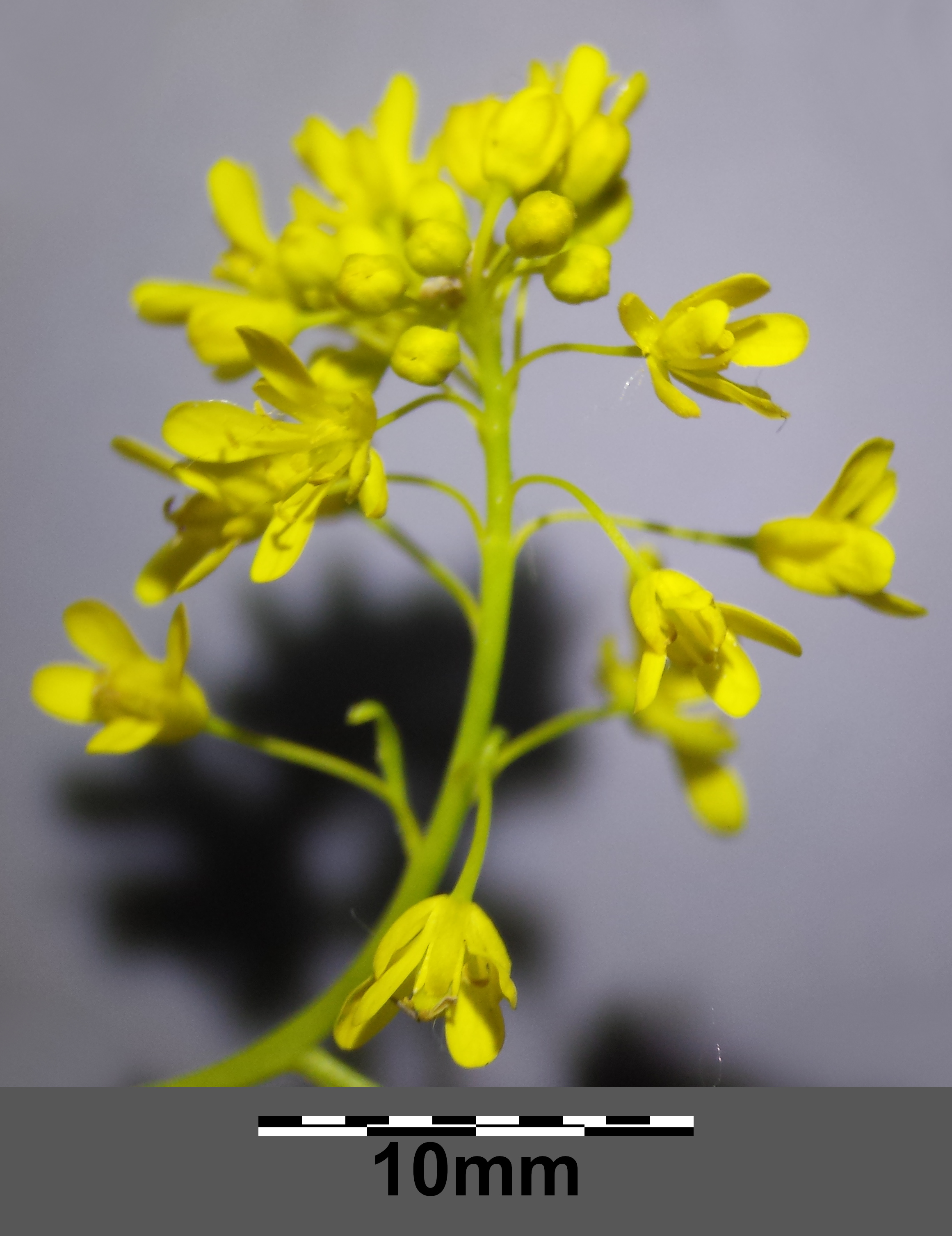
Kwiaty

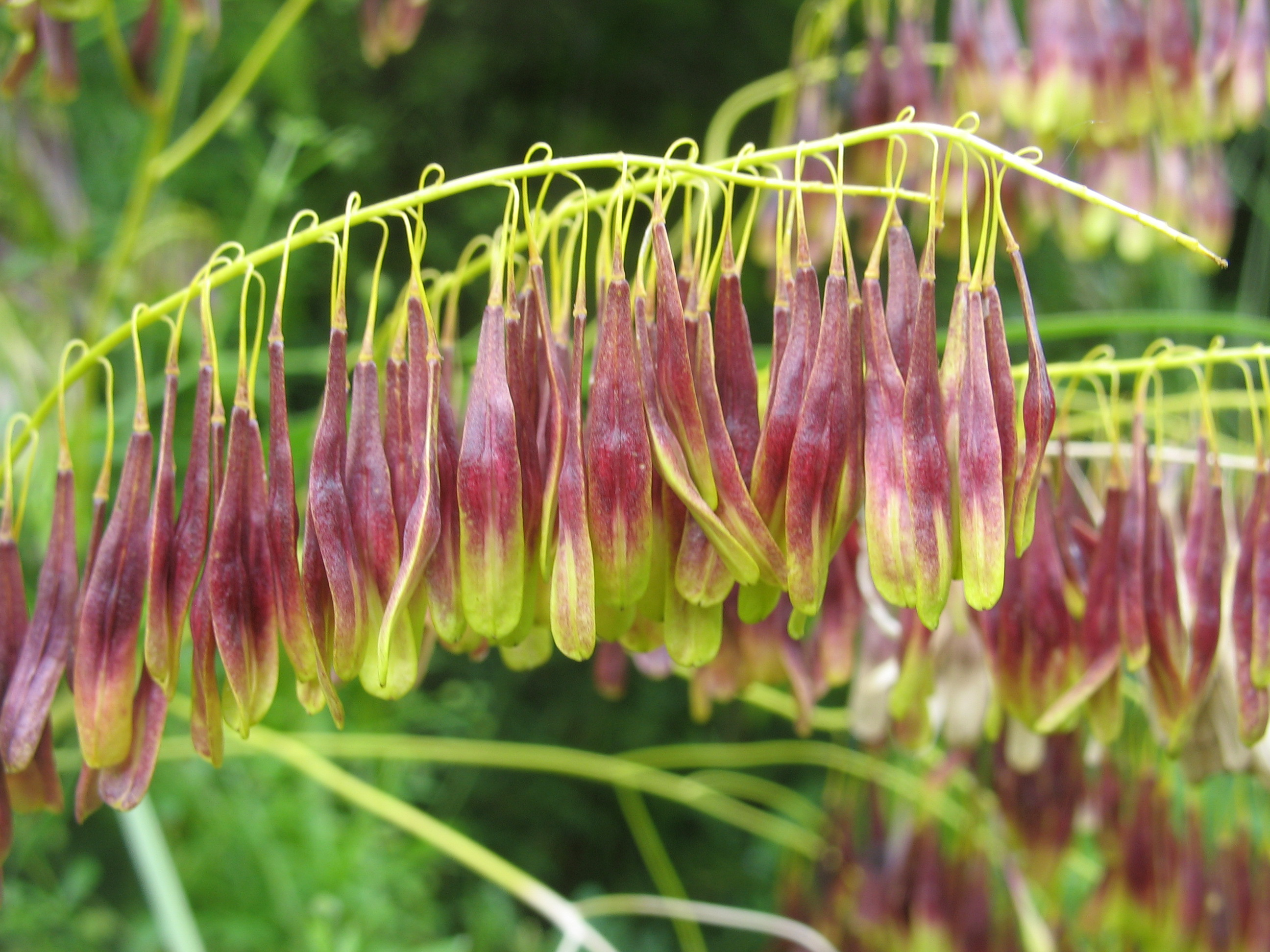
Owoce

PokrójRoślina 50–140 cm wysokości, wzniesiona, okazała.
ŁodygaOd spodu miękko owłosiona, ku górze naga i niebieskawo oszroniona.
LiścieDolne liście łodygowe na ogonkach, jajowate. Górne liście siedzące, strzałkowate, obejmujące łodygę.
KwiatyLiczne, żółte, zebrane w baldachowatowiechowate kwiatostany. Płatki korony prawie dwa razy dłuższe od działek kielicha. Kielich 4-działkowy, korona 4-płatkowa, 6 pręcików, 1 słupek.
OwoceZwisające, pojedyncze łuszczyny, długie do 2,5 cm, przy dojrzewaniu ciemniejące do czarnego fioletu.
KorzeńWalcowaty, lekko powyginany, o długości 10–20 cm i średnicy 0,5–1 cm. Powierzchnia zewnętrzna szarawożółta lub brunatnawożółta. Podłużnie pomarszczony z poprzecznymi przetchlinkami, z korzonkami bocznymi lub śladami po nich. Kłącze lekko rozszerzone wykazujące obecność ciemnozielonych lub ciemnobrunatnych nasad ogonków liściowych, zebranych w okółki i zwarte guzkowate zespoły. Przełam jest żółtawobiały, brunatny lub ciemnobrunatny w części korowej, a żółty lub brunatny w części drewna.

## Biologia i ekologia
Roślina dwuletnia, hemikryptofit. Kwitnie od maja do lipca. Siedlisko: przydroża, kamieniołomy, nasypy, winnice, suche murawy, miejsca ruderalne na glebach wapiennych, bogatych w azot.

## Zastosowanie

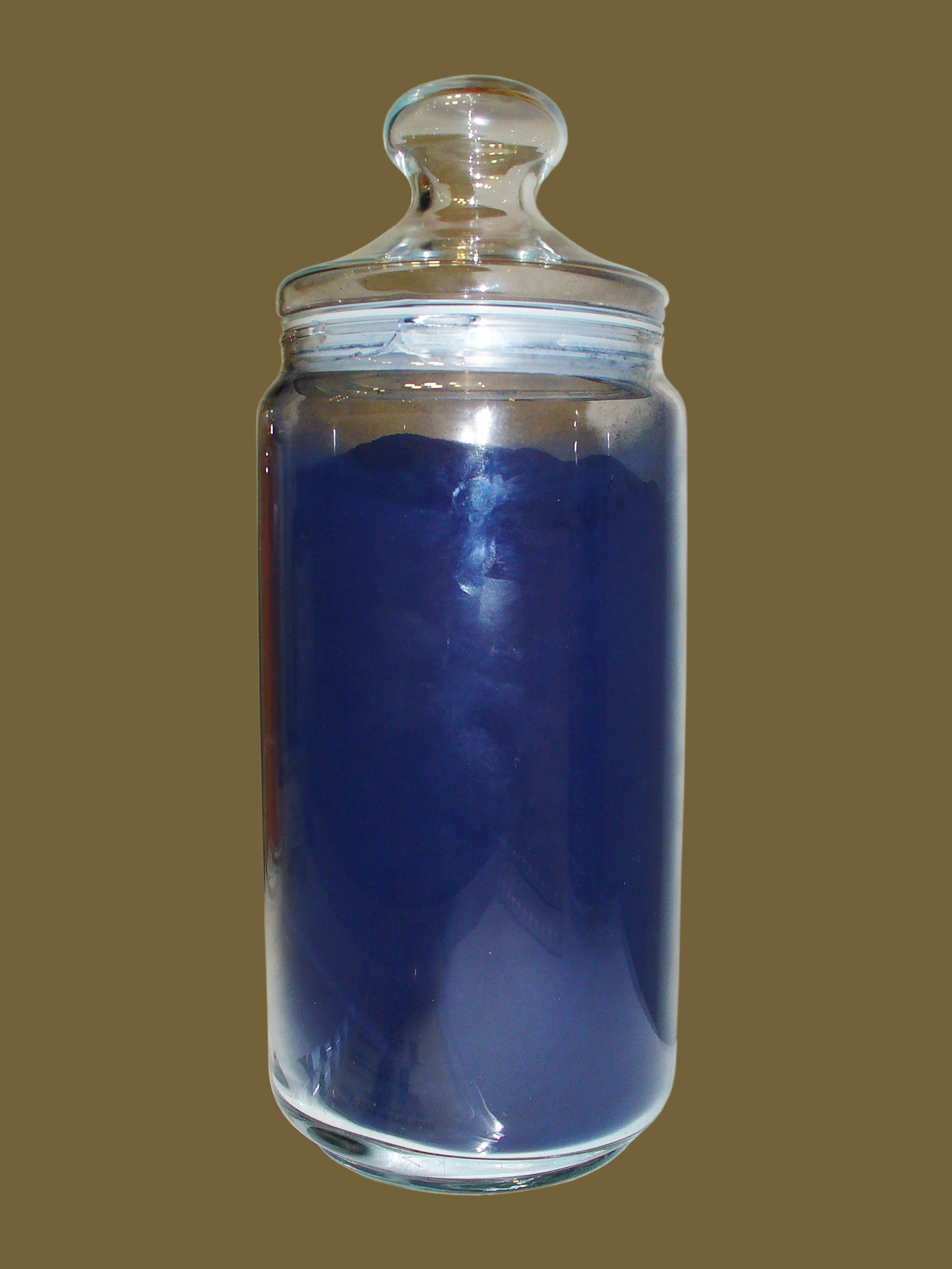
Barwnik (indygo) otrzymany z urzetu

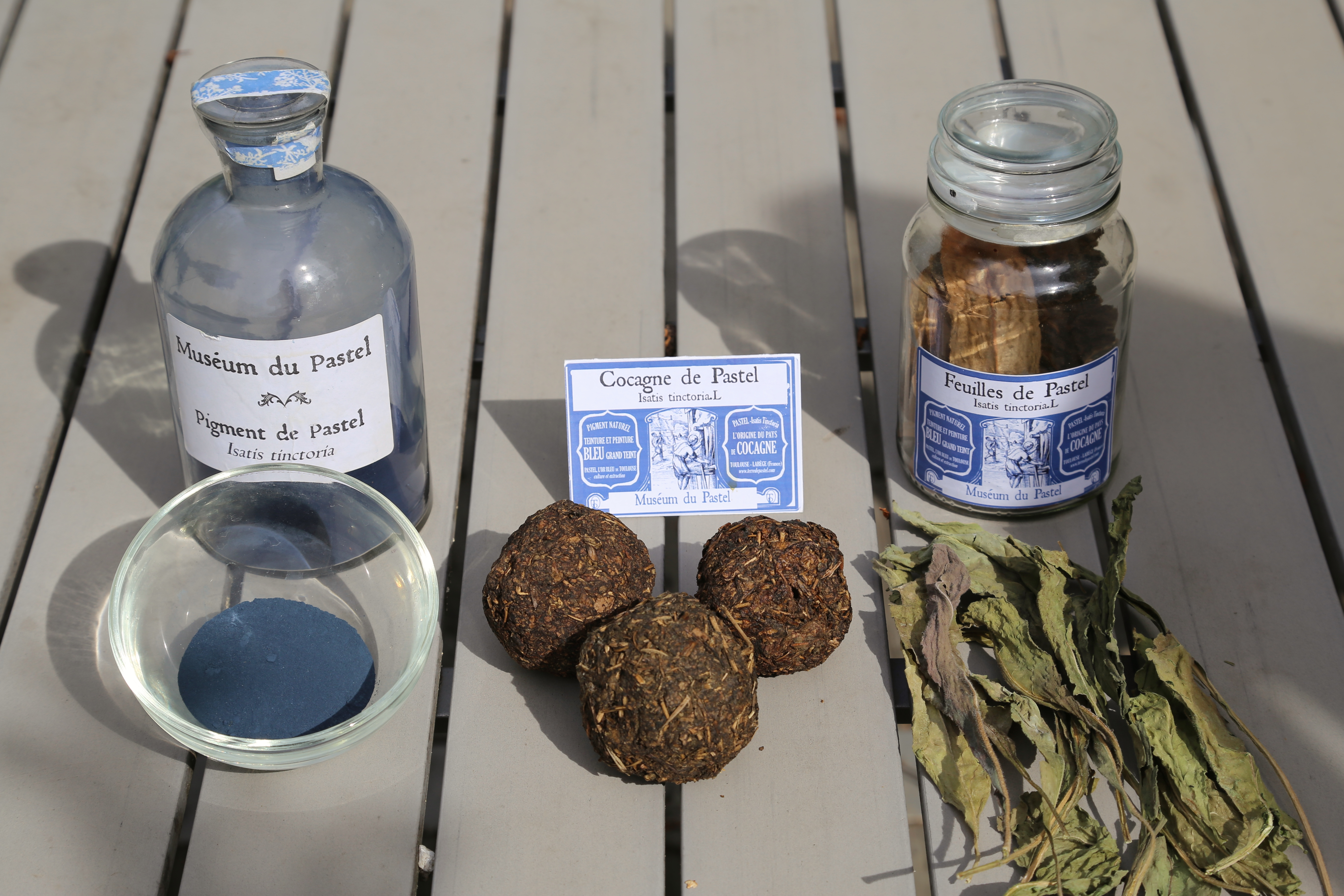
Etapy produkcji barwników

### Roślina lecznicza
Surowiec zielarskiKorzeń urzetu barwierskiego (Isatidis radix) – wysuszony korzeń o zawartości nie mniej niż 1,0% argininy.

### Inne zastosowania
- Jedna z najstarszych znanych ludziom roślin barwierskich. Urzet został sprowadzony do Europy już w starożytności ze względu na dużą zawartość niebieskiego barwnika indygo, który pozyskuje się z liści[9]. Fermentujący barwnik wytwarza odrażający zapach. Z tego też względu angielska królowa Elżbieta I zakazała uprawy urzetu barwierskiego w odległości 5 mil od swoich pałaców[9].
- Roślina miododajna.
- Źródło glukobrassicyny. Zawiera około 20 razy więcej tego związku niż brokuły.
- Jest uprawiany jako roślina ozdobna. Ozdobne są nie tylko kwitnące rośliny, ale również pędy z owocami zwisającymi na cieniutkich szypułkach. Używany bywa do suchych bukietów.